# Новозеландська асоціація компаній звукозапису
Новозеландська асоціація компаній звукозапису (англ. Recording Industry Association of New Zealand, RIANZ) — асоціація, що представляє інтереси звукозаписної індустрії Нової Зеландії. У 2004 асоціація започаткувала свої чарти для альбомів і синглів. RIANZ тісно працює з PPNZ (Phonographic Performances ), оскільки PPNZ ліцензує пісні та кліпи.

## Сертифікати
- Альбоми та сингли
  - 7 500 продажів — Золото
  - 15 000 продажів — Платина
- Музичний DVD
  - 2 500 продажів — Золото
  - 5 000 продажів — Платина

## Рекорди

### Виконавці з найбільшою кількістю хітів № 1
- The Beatles (15) — Michelle; Paperback Writer; Yellow Submarine; Eleanor Rigby; Penny Lane; All You Need Is Love; Hello, Goodbye; Lady Madonna; Hey Jude; Revolution; Ob-La-Di, Ob-La-Da; Get Back; The Ballad of John & Yoko; Something; Come Together; Let It Be
- Майкл Джексон (9) — Don't Stop Til You Get Enough; Beat It; We Are the World; Black Or White; Remember the Time; Give In To Me; Scream; You Are Not Alone; Blood on the Dance Floor
- U2 (8) — Pride (In the Name of Love); Where The Streets Have No Name; One Tree Hill; Desire; Angel of Harlem; The Fly; Hold Me, Thrill Me, Kiss Me, Kill Me; Discothèque
- Bee Gees (7) — Spicks and Specks; Massachusetts; I Started A Joke; Don't Forget to Remember; Stayin' Alive; Too Much Heaven; Tragedy
- Мерая Кері (7) — Vision of Love; «I’ll Be There»; «Without You»; Endless Love; Fantasy; One Sweet Day  (з Boyz II Men); Heartbreaker (с Jay-Z)
- Ейкон (7) —Lonely; Moonshine (з Savage); Smack That (з Емінемом); The Sweet Escape (with Gwen Stefani); Don't Matter; Bartender (з T-Pain); Sexy Bitch
- Емінем (6) — Without Me; Lose Yourself; My Band; Just Lose It; Smack That (с Эйконом); We Made You
- ABBA (6) — I Do, I Do, I Do, I Do, I Do; SOS; Fernando; Dancing Queen; Money, Money, Money; Chiquitita
- Елтон Джон (6) — Crocodile Rock; Goodbye Yellow Brick Road; Philadelphia Freedom; Don’t Go Breaking My Heart; Nikita; Candle in the Wind
- UB40 (5) — Food For Thought; Red Red Wine; I Got You Babe; I'll Be Your Baby Tonight; I Can’t Help Falling In Love With You
- Мадонна (5) — Into the Groove; Like a Prayer; Vogue; Music; Don’t Tell Me
- Black Eyed Peas (5) — Run It!; Kiss Kiss; With You; No Air (with Джордін Спаркс); Forever
- Тимбаленд (5) — Promiscuous (з Nelly Furtado); SexyBack (з Тимберлейком); Ayo Technology (з 50 Cent); Apologize (з OneRepublic); If We Ever Meet Again (з Katy Perry);

### Сингли за тривалістю на першій сходинці

#### Поспіль
- 14 тижнів
- Boney M. — «Rivers of Babylon», 1978.
- 11 тижнів
- Вітні Хьюстон — «I Will Always Love You», 1992—1993.
- Smashproof з Gin Wigmore — «Brother», 2009.
- 10 тижнів
- Tony Orlando and Dawn — «Tie a Yellow Ribbon Round the Ole Oak Tree», 1973.
- Pussycat — «Mississippi», 1976.
- UB40 — «Can't Help Falling in Love», 1993.
- Lady Gaga — «Poker Face», 2008—2009.
- Stan Walker — «Black Box», 2009—2010.
- 9 тижнів
- Black Eyed Peas — «I Gotta Feeling», 2009.
- All of Us — «Sailing Away», 1986.

#### з перервами
- 12 тижнів
- Freddy Fender — «Wasted Days and Wasted Nights», 1975.
- Scribe — «Stand Up», 2003.
- 11 тижнів
- Crazy Frog — «Axel F», 2005.
- 9 тижнів
- ABBA — «Fernando», 1976
- Елтон Джон і Kiki Dee — «Don't Go Breaking My Heart», 1976